# Hongjialou
Hongjialou (kinesiska: 洪家楼街道, 洪家楼) är en socken i Kina. Den ligger i provinsen Shandong, i den östra delen av landet, nära eller i provinshuvudstaden Jinan. Antalet invånare är 43 152. Befolkningen består av 22 429 kvinnor och 20 723 män. Barn under 15 år utgör 11,0 %, vuxna 15-64 år 81 %, och äldre över 65 år 6,0 %.
Genomsnittlig årsnederbörd är 841 millimeter. Den regnigaste månaden är juli, med i genomsnitt 315 mm nederbörd, och den torraste är januari, med 6 mm nederbörd.